# Királynémeti
Királynémeti (románul Crainimăt, németül Bayerdorf, erdélyi szász nyelven Baierdref) település Romániában, Beszterce-Naszód megyében.

## Fekvése
Besztercétől 12 km-re délre a Beszterce folyó jobb partján, Árokalja, Sajómagyarós, Sófalva és Szeretfalva közt fekvő település.

## Története
1332-ben a pápai tizedjegyzék Bavarica Nempty néven említi. Ebből, valamint német nevéből (Bayerdorf) is következik, hogy első telepesei Bajorországból érkezett németek voltak, valamikor a 12. század közepén.
A falu lakossága a reformáció idején felvette a lutheránus vallást.
1849. február 18-án a falu mellett zajlott le a szabadságharc egyik csatája, melynek során a Karl von Urban parancsnokolta császári csapatok legyőzték a Riczkó Károly vezette magyar honvéd sereget.
A trianoni békeszerződésig Beszterce-Naszód vármegye Besenyői járásához tartozott.
A második világháború során, 1944-ben a közelgő szovjet csapatok elől a német lakosság elmenekült, az ittmaradtakat pedig erőszakkal telepítették ki a román hatóságok a háború után. Helyettük román telepeseket hoztak, az ország más vidékeiről.

## Lakossága
1910-ben 515 lakosából 370 német, 77 cigány, 58 román és 10 magyar volt.
2002-ben 830 lakosa volt, ebből 626 román, 200 cigány és 4 magyar nemzetiségűnek vallotta magát.

## Látnivalók
- A 15. században - gótikus stílusban - épült lutheránus temploma, jelenleg ortodox templom.[3]